# Kaple Andělů strážných (Zlatá Koruna)
Kaple Andělů strážných je raně gotická dvoupodlažní kaple, nejstarší stavba jihočeského zlatokorunského opatství. Nachází se v severovýchodní části areálu blízko chóru konventního kostela.

## Historie a vývoj
Gotická kaple Andělů strážných, která má dvě podlaží, vznikla pravděpodobně postupně v poslední třetině 13. století. Některé raně gotické prvky v přízemí odpovídají podobným částem v chórových kaplích v cisterciáckém klášteře ve Vyšším Brodě, datovaným do 80. let 13. století. Původní vstupní portál zase svou vertikalitou a vegetabilní výplní tympanonu odpovídá portálu Staronové synagogy, bývá srovnáván také s raně gotickými portály 60. a 70. let 13. století například na hradě Bezděz. Předpokládá se, že kaple zpočátku fungovala jako špitální kostel, neboť klášterní nemocnice byla umístěna v přední části konventu.
Patrové kaple byly v Čechách spíše výjimkou. Další z těchto objektů je například královská kaple v klášteru Plasy, která mohla být stejně jako zdejší kaple rovněž soukromou oratoří. Kaple mohla být také vystavěna k uchování trnu pocházejícího z Kristovy Trnové koruny, který král Přemysl Otakar II. daroval klášteru. Patrové kostely vznikaly už dříve v bavorském Podunají. V okolí Řezna se rovněž stavěly dvoupodlažní románské kostely, u nichž se horní podlaží využívalo povětšinou jako obytné.
Presbytář kaple byl však zbořen již roku 1787. Dochoval se jen fragment trnože kněžiště. Dříve na východní straně lodi býval vidět pozůstatek strmé střechy presbytáře. Z ubouraného kněžiště zbyly i části západních oken. Po odsvěcení byla kaple upravena na byty, při novodobém restaurování jí byl navrácen současný vzhled.

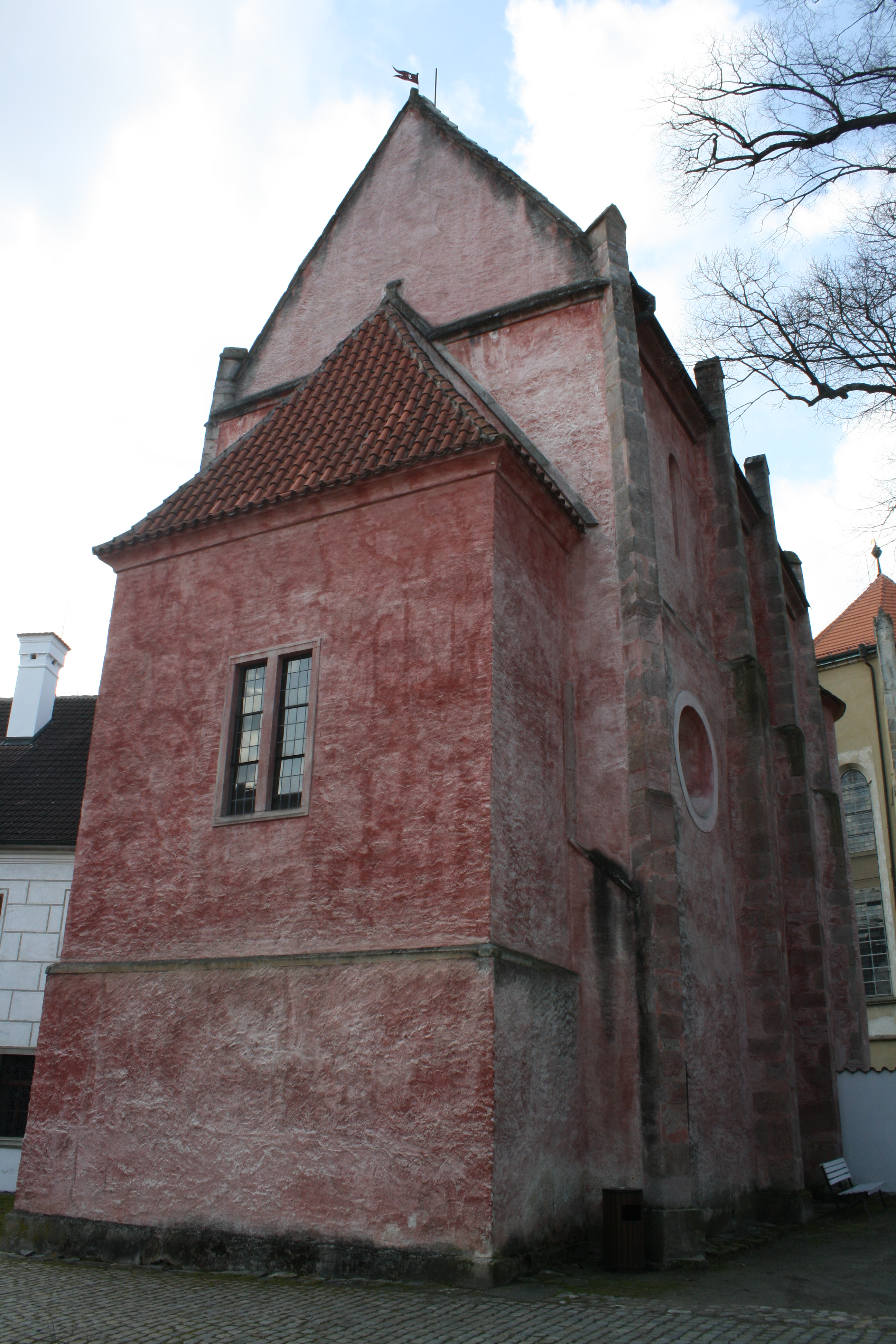
Exteriér - dnešní stav

## Popis kaple
Kaple je orientována podélnou osou k severovýchodu. Prostor kaple je uvnitř rozdělen na dvě patra. Dolní prostor má výšku 7,30 m. Horní patro je vysoké 4 m. Exteriér vnější zdi je členěn několika subtilními opěráky zakončenými stříškou a je zde drobná římsa oddělující podlaží. Opěráky převyšují korunní římsu. Původní okna v dolním patře byla zničena. V horním patře kaple po obou stranách jihozápadního pole můžeme vidět původní okna, která jsou ukončena půlkruhově s vloženou mniškou. Další okna byla zrekonstruována. Přízemí s horním patrem bylo spojeno vloženým válcovým šnekovým schodištěm. Toto schodiště se nacházelo v jihozápadním koutu kaple. Schodiště bylo později vybouráno, proto jsou patrné pouze jeho pozůstatky.

## Popis interiéru
Strop kaple v přízemí je rozčleněn třemi poli křížové klenby. Svorníky na styčnících žeber jsou zdobeny vegetabilním motivem, který připomíná věnec listů. Žebra nasedají na přípory polygonálního tvaru. Konzoly jsou tvaru obráceného jehlance, který je skrytý pod tesaným vegetabilním dekorem. Konzoly v kapli Andělů strážných jsou ukončeny polygonálními krycími deskami. Na náběžnících lze spatřit též vegetabilní motiv.
Horní patro je klenuto třemi obdélnými křížovými poli. Žebra jsou stejného profilu, jako ve spodním patře, sbíhají ve svazcích plynule a nepřerušené až k zemi do soklíků. Ve vrcholu se stýkají ve svornících, který je zdoben listovým dekorem. Jsou zde zeslabené podélné zdi oproti masivním štítovým stěnám.

## Popis portálu
Ve vnějším líci průčelí zdi Andělské kaple je původní vstupní portál, který byl částečně upravený během restaurování. Portál výrazně vertikálního tvaru je členěn z vnější strany rýhou. V ústupcích jsou vloženy sloupy. Jejich dříky válcového tvaru jsou protáhlé a štíhlé. Patky sloupů jsou na polygonálních soklících osazených na konzolách, které mají tvar obráceného jehlance.
Dříky jsou ukončeny prstencem s navazujícími hlavicemi s vegetabilním motivem, které jsou završeny krycí deskou polygonálního tvaru.
Dvě figurální konzoly – atlanti – vynášejí tympanon s reliéfem výrazného listového dekoru. Rovněž členění tympanonu je orámováno pasem s vegetabilním motivem vinných listů.